# Го Унби
Го Унби (Хангул. 고은비; 23. новембар 1992 — 3. септембар 2014), позната и по имену EunB, била је јужнокорејска певачица.

## Смрт
Дана 3. септембра 2014. године, чланови групе Лејдис код у којој је била и Го, доживели су саобраћајну несрећу. Њихов ауто је ударио од заштитни зид у близини малог насеља Сингал-донг. Еун-би је умрла од повреда које је задобила у саобраћајној несрећи. Извештаји говоре како је и возач погинуо. Чланице групе Рис и Сојунг су задобиле тешке повреде. Ешли и Зуни су задобиле лакше повреде.